# LOVE YOURS
LOVE YOURS（ラブユアーズ）は、岩手県花巻市を拠点として活動していたローカルアイドル。2005年に東京進出を果たしたが同年12月29日に解散が発表された。

## 概要
2003年（平成15年）、岩手県花巻市および北上市の飲食店、衣料品店、インターネット関連企業の経営者からなる有志7名が花巻市中心市街・岩手の活性化を目的に岩手発のアイドル育成プロジェクト「スーパーアイドルプロジェクトIWATE」を立ち上げ、7月1日よりオーディション参加者の募集を開始した。10月5日に花巻市のなはんプラザCOMZホールにて開催された公開オーディションには岩手県内各地から一次審査を通過した31人が参加、自己PR、歌、ダンスの審査を受け8名の合格者が決定した。デビューまでのレッスンの模様は「いわてWeb放送局ガチャダラポン」でネット配信されたほか、花巻市では公開レッスンが行われた。
半年間のダンス・ヴォーカルレッスンを経て、2004年（平成16年）4月29日に6名で「Gamushara〜明日に向かって〜」でCDデビュー、5月3日には盛岡市民文化ホール小ホールにてデビューライブを開催した。「岩手県から全国に発信出来るメジャーアイドルユニットになる」ことを目標に岩手県内を中心にイベント出演やCM出演などで活躍、岩手初の「ご当地アイドル」であり地元メディアの関心も高かった。
2004年9月より学業への専念や進路変更などを理由にメンバーの活動休止、卒業が相次ぐ中、2005年（平成17年）1月11日、日刊ゲンダイ主催の「ミスゲンダイネット美人コンテスト」において石川直美、石川和美、渡辺未優の3名がグランプリを受賞したことが発表され、4月6日にゲンダイネット内にLove Yours公式ページが開設、4月13日にメンバーの上京が公表された後、4月16日に佐々木香須美が卒業し、残る3名で拠点を東京に移し幅広い分野で活動していくこととなった。
2005年5月27日にセカンドシングル「頑張れなんて君にいえない…」と石川直美・和美姉妹、渡辺未優がそれぞれイメージDVDを同時リリース。都内のほか、引き続き地元でのイベント出演なども行っていたが、9月23・24日に予定されていたFCツアー・撮影会が石川直美・和美姉妹が交通事故に遭ったことを理由に中止され、10月以降は活動休止状態となった。10月31日には東京でのプロモーション業務委託契約を交わしていたライブネットワークのLoveYoursサイトが閉鎖、12月29日に公式サイトにてLOVE YOURSの解散、渡辺未優が今後ソロ活動を行うことが発表された。

## メンバー

### 解散時のメンバー
| 氏名                        | ニックネーム | 生年月日（現年齢）    | デビュー時年齢 | 血液型 | 出身地 | 備考                 |
| --------------------------- | ------------ | --------------------- | -------------- | ------ | ------ | -------------------- |
| 石川直美 （いしかわなおみ） | ナオ         | 1991年3月5日（34歳）  | 13歳           | B型    | 滝沢村 |                      |
| 石川和美 （いしかわかずみ） | カズ         | 1991年3月5日（34歳）  | 13歳           | B型    | 滝沢村 | 石川直美とは姉妹     |
| 渡辺未優 （わたなべみゆ）   | ミユ         | 1991年2月22日（34歳） | 13歳           | A型    | 北上市 | 2004年10月11日に加入 |

### 卒業・活動を休止・辞退したメンバー
| 氏名                          | ニックネーム | 生年月日（現年齢）     | デビュー時年齢 | 血液型 | 出身地 | 備考                                    |
| ----------------------------- | ------------ | ---------------------- | -------------- | ------ | ------ | --------------------------------------- |
| 高橋優希 （たかはしゆうき）   | -            | -                      | -              | -      | 盛岡市 | 活動辞退                                |
| 瀬川祐奈 （せがわゆうな）     | -            | -                      | -              | -      | 盛岡市 | 活動辞退                                |
| 伊藤梨紗 （いとうりさ）       | リッチ       | 1988年6月23日（36歳）  | 15歳           | AB型   | 千厩町 | 学業に専念する為2004年9月19日に活動休止 |
| 橋本聡美 （はしもとさとみ）   | サッタン     | 1988年6月23日（36歳）  | 15歳           | O型    | 滝沢村 | 学業に専念する為2004年10月10日に卒業    |
| 阿部奈菜 （あべなな）         | ナナ         | 1985年10月24日（39歳） | 18歳           | B型    | 花巻市 | 元リーダー、2005年1月10日に卒業         |
| 佐々木香須美 （ささきかすみ） | カスミン     | 1988年7月14日（36歳）  | 15歳           | A型    | 紫波町 | 2005年4月16日に卒業                     |

- 卒業・活動休止・辞退日順。
- 当初、オーディションの合格者は8名と発表されたが、2名が辞退し6名でのデビューとなった。

## 来歴

### 2003年
- 10月5日 - 公開オーディションにて8名が合格。
- 11月2日 - 初ダンスレッスン
- 11月18日 - ユニット名が「Love Yours」に決定[11]。
- 11月23日 - 仙台ダンスレッスン
- 11月30日 - 花巻公開レッスン

### 2004年
- 1月3日 - 2004年初レッスン
- 2月1日 - ダンスレッスン
- 3月25日 - 増田寛也岩手県知事へ表敬訪問[12]
- 4月29日 - デビューシングル「Gamushara〜明日に向かって〜」リリース
- 9月23日 - 山形県酒田市・中町モールで開催された「地方アイドル祭りvol.2」でSHIPと共演。

### 2005年
- 1月11日 - 石川直美、石川和美、渡辺未優が「ミスゲンダイネット美人コンテスト」グランプリ受賞。
- 4月13日 - 上京を公表。
- 5月27日 - セカンドシングル「頑張れなんて君にいえない…」リリース
- 12月29日 - LOVE YOURSの解散、渡辺未優のソロ活動を発表。

## 作品

### シングル
| ＃  | 発売日        | タイトル                    | 形態 | 規格品番 | 収録内容 |
| --- | ------------- | --------------------------- | ---- | -------- | --- |
| 1st | 2004年4月29日 | Gamushara〜明日に向かって〜 | CD   | KR-0011  | 1. Gamushara〜明日に向かって〜 2. Dancing in Paradise 3. Gamushara〜明日に向かって〜(instrumental) 4. Dancing in Paradise(instrumental)                                     |
| 2nd | 2005年5月27日 | 頑張れなんて君にいえない…   | CD   | KR-0012  | 1. 頑張れなんて君にいえない… 2. GAMUSHARA～明日 （あす）に向かって～ 3. 頑張れなんて君にいえない… （Instrumental） 4. GAMUSHARA～明日 （あす）に向かって～ （Instrumental） |

- 「Gamushara〜明日に向かって〜」は第86回全国高等学校野球選手権岩手大会 IBC岩手放送ラジオ野球中継テーマソング（2004年）に採用。

### 映像作品
| # | リリース日    | タイトル                                                      | 形態 | 規格品番 | レーベル        |
| - | ------------- | ------------------------------------------------------------- | ---- | -------- | --------------- |
| 1 | 2005年5月27日 | 石川和美 石川直美／近未来美少女 LOVE YOURS                    | DVD  | MPS-007  | MAREA（マーレ） |
| 2 | 2005年5月27日 | 渡辺未優／ナチュラル LOVE YOURS                               | DVD  | MPS-008  | MAREA（マーレ） |
| 3 | 2005年7月15日 | プリドル ～プリンセスアイドル～LOVE YOURES 石川和美・石川直美 | DVD  | MPS-009  | MAREA（マーレ） |
| 4 | 2005年7月15日 | shine～光輝く時間(とき)～LOVE YOURS 渡辺未優                  | DVD  | MPS-010  | MAREA（マーレ） |

## 出演
- スーパーアイドルプロジェクト IWATE公式サイト[13]、LOVE YOURS公式サイト[14] アーカイブより

### テレビ
- じゃじゃじゃTV（2003年10月25日、2004年4月24日、IBC岩手放送） - 生出演
- プラス1いわて（2003年10月6日、2004年3月8日、4月29日、5月3日、テレビ岩手） - デビュー速報、デビューライブ速報
- プラス1いわて（2004年1月7日、テレビ岩手） - 特集〜飛躍2004にかける人〜
- スーパーニュース（2003年10月6日、4月29日、岩手めんこいテレビ） - デビュー速報
- IATスーパーJ（2003年10月6日、2004年4月19日、4月29日、5月3日、岩手朝日テレビ） - 特集〜デビュー直前情報〜、 デビュー速報、デビューライブ速報
- 5きげんテレビ（2004年1月9日、4月22日、テレビ岩手） - 生出演
- 活金情報局（2004年1月9日、岩手朝日テレビ） - 生出演
- わらばん（2004年3月27日、4月3日、9月25日、IBC岩手放送）
- ニュースエコー（2004年4月5日、4月29日、IBC岩手放送） - 特集〜デビュー直前情報〜、デビュー速報
- 空飛ぶ三輪車（2004年4月24日、岩手めんこいテレビ） - 生出演
- 山・海・漬（2004年6月26日、岩手めんこいテレビ）
- ポップジャム（2004年7月16日、9月10日、12月10日、NHK総合）
- ものしり一夜づけ「なんてったってアイドル」（2004年10月12日、NHK総合）

### ラジオ
- ワイドステーション（2004年1月9日、IBC岩手放送）- 生出演
- 特別番組「夏スペ2004」（2004年7月24日、エフエム岩手）- 生出演
- LONG RUN RADIO「ECO WAVE 2004」（2004年10月1日 - 10月8日、エフエム岩手） - MAX WAVESCAPE内 生出演

### CM
- 岩手トヨタ自動車、porte（2004年）

### キャンペーン
- 純情米いわて新米PRキャラクター（2004年）

### イベント

#### 2004年
- 「Love Yours」CD即売・サイン会＆握手会（2004年4月29日、江釣子ショッピングセンター・パル（岩手県北上市）1Fイベントホール）
- 「Love Yours」デビュー First Mini Live（2004年5月3日、盛岡市民文化ホール（マリオス）小ホール）
- 花巻温泉 春のじゃじゃじゃ祭り！（2004年5月4日、花巻温泉）
- オートレジャーランド東和 オープン記念祭（2004年5月5日、オートレジャーランド東和）
- ぼたん・しゃくやく祭り（2004年5月16日、花と泉の公園内 花拓里の館）
- 日新スズキ副代理店会北上地区合同「エキサイティングフェア」（2004年5月22日・23日、北上さくらホール）
- 滝沢村チャグチャグ馬コまつり（2004年6月6日、滝沢村）
- くずまき高原牧場まつり（2004年6月12日・13日、くずまき高原牧場）
- 雫石あねっこ開業3周年記念イベント（2004年6月26日、道の駅雫石あねっこ）
- 花巻温泉　ローズフェスティバル（2004年6月27日、花巻温泉）
- えさし藤原の郷開園記念「青少年伝統芸能祭」（2004年7月4日、えさし藤原の郷）
- 岩手住まいと暮らし博覧会（2004年7月18日、岩手産業文化センター（アピオ））
- 矢巾町夏まつり（2004年7月24日、矢巾ショッピングセンター駐車場）
- のだ砂まつりカウントダウンイベント（2004年7月25日、十府ヶ浦海岸(野田村)）
- 宮古夏祭り（2004年7月31日、宮古市中心市街地キャトル前 特設舞台（末広町商店街〜中央通商店街））
- 2004 フェスタいわて（2004年8月1日、関東自動車敷地内）
- 千厩夏まつり（2004年8月7日、本町・町民イベント広場）
- 第6回 ララ夏まつり（2004年8月7日、一関ララフェスタ駐車場）
- 種市マリンフェスタ（2004年8月10日、種市海浜公園駐車場）
- 室根村次世代青少年育成イベント「LOVE YOURS サマーコンサート in むろね」（2004年8月15日、室根曲ろくふれあいセンター）
- 常夏花巻'04（2004年8月21日、都市公園（南川原）河川敷）
- 山田てんこもりフェスタ2004 オランダ島＆鯨まつり（2004年8月22日、山田湾漁港（巡行船乗り場付近））
- IBCまつり2004（2004年9月18日、IBC岩手放送本社）
- 第25回健康まつり（2004年9月19日、津志田小学校校庭）
- 地方アイドル祭りvol.2（2004年9月23日、山形・中町モール）
- 第三回くずまき高原牧場イン中津川　ミルク＆ワイン　フェア（2004年9月25日・26日、盛岡市 中津川河川敷）
- 岩手えさし国際交流マラソン ゲスト出演（2004年10月3日、江刺市役所敷地内）
- いわて銀河ファーム交流フェスタ コテージむら祭り04（2004年10月3日、コテージむらフェスタ会場）
- JAまつり＆大迫町産業まつり（2004年10月10日、カントリープラザ）
- LOVE YOURSライブ（2004年10月11日、川徳前特設ステージ（盛岡市））
- 盛岡大学聖陵祭（2004年10月16日、盛岡大学砂込キャンパス）
- 市場まつり（2004年10月24日、ビッグプロ駐車場）
- 第6回JAいわて花巻農業まつり2004年10月30日、JAいわて花巻本店 イベント広場）
- 元気アイドル LIVE in AEON（2004年10月30日、イオン秋田ショッピングセンター 専門店街1Fセントラルコート）
- LOVE YOURS ファン感謝イベント（2004年11月28日、JAいわて花巻本店 加工室＆多目的ホール）
- LOVE YOURS クリスマスミニライブ（2004年12月19日、さくら野百貨店（北上市）ツインモールプラザ西館1F特設会場）
- IBCラジオ・チャリティー・ミュージックソン（2004年12月24日、IBC岩手放送本社）

#### 2005年
- みちプロ2005年 新春プロレス（2005年1月9日、宮城・Zepp Sendai）
- みちプロ2005年 新春プロレス（2005年1月10日、岩手・矢巾町民総合体育館）
- 第22回奥中山高原スキー場まつり（2005年3月6日、奥中山高原スキー場）
- 新生活応援DAY「イオンスペシャルステージ」（2005年3月19日、イオン秋田ショッピングセンター）
- ライブイベント（2005年3月27日、東京・四谷 Live inn Magic）
- お物見公園 桜まつり（2005年4月10日、岩手・前沢町物見公園）
- IBCラジオ 大塚富夫のタウン（2005年4月30日、岩手・小岩井農場まきば園）ゲスト出演
- ウキウキ！春のまきばフェスティバル（2005年5月1日、岩手・小岩井農場まきば園）
- IBCゴールデンフェスタ in OROパーク（2005年5月3日、盛岡競馬場OROパーク）
- インストアライブ（2005年5月5日、サンストリート亀戸）
- CD・DVD発売イベント（2005年5月28日、サンストリート亀戸）
- CD・DVD発売イベント（2005年6月5日、ヤマギワソフト館）
- CD・DVD発売イベント（2005年6月5日、石丸電気SOFT館2）
- 第2弾DVD発売記念ライブ（2005年7月16日、石丸電気ソフトワン）
- 第2弾DVD発売記念ライブ（2005年7月16日、サンストリート亀戸）
- ライブイベント（2005年7月18日、原宿レキオ）
- 5きげんサマーフェスティバル in APPI（2005年07月30日、安比高原）
- 水沢ざっつぁかまつり（2005年8月6日、岩手県水沢市・水沢駅通り）
- さわうち雪氷まつり（2005年8月7日、岩手県西和賀町 志賀来野外ステージ）
- LOVE YOURS サマーナイトライブ（2005年8月8日、岩手県北上市・さくら野百貨店）
- 石鳥谷夢まつり～集い・ふれあい・にぎわいまつり（2005年8月13日、岩手県石鳥谷町・石鳥谷中央通商店街）
- アイドルライブ渋谷（2005年08月15日、渋谷ROCKWEST） - 初主催ライブ
- FCツアー・撮影会（2005年9月23・24日） - 中止
- 写真集・DVD発売イベント（2005年10月1日、書泉ブックマート）- 渡辺未優のみ

### 公式サイト
- LOVE YOURS公式サイト - 2005年9月11日時点のアーカイブ
- スーパーアイドルプロジェクト IWATE公式サイト - 2004年6月2日時点のアーカイブ

### 公式ブログ
- LOVE YOURS DIARY - （2005年7月 - 2005年9月）